# Fårtjärnen, Lappland
Fårtjärnen är en sjö i Åsele kommun i Lappland och ingår i Gideälvens huvudavrinningsområde. Sjön har en area på 0,063 kvadratkilometer och ligger 373,1 meter över havet.

## Delavrinningsområde
Fårtjärnen ingår i det delavrinningsområde (712393-158384) som SMHI kallar för Inloppet i Tjesjön. Medelhöjden är 365 meter över havet och ytan är 41,21 kvadratkilometer. Räknas de 2 avrinningsområdena uppströms in blir den ackumulerade arean 96,65 kvadratkilometer. Orgån (Tjesjöån) som avvattnar avrinningsområdet har biflödesordning 2, vilket innebär att vattnet flödar genom totalt 2 vattendrag innan det når havet efter 188 kilometer. Avrinningsområdet består mestadels av skog (59 procent) och sankmarker (35 procent). Avrinningsområdet har 0,6 kvadratkilometer vattenytor vilket ger det en sjöprocent på 1,5 procent.